# Лукино (городской округ Домодедово)
Лукино — деревня в городском округе Домодедово Московской области России.

## География
Находится в южной части Московской области на расстоянии приблизительно 9 км на северо-восток по прямой от железнодорожной станции Домодедово, на западе примыкает к посёлку санатория «Горки Ленинские», где расположен Крестовоздвиженский Иерусалимский монастырь.

## История
Упоминается с 1609 года как пустошь, в 1629 году деревня Терехова стана.

## Население
| 2002 | 2010 |
| ---- | ---- |
| 25   | ↘13  |

По данным переписи 2002 года из 25 жителей русские составляли 96 %. По переписи 2010 года население составило 13 человек.